# Amerant Bank Arena
Die Amerant Bank Arena ist eine Mehrzweckhalle in der US-amerikanischen Stadt Sunrise, einem Vorort von Fort Lauderdale, im Bundesstaat Florida. Es ist die Heimspielstätte der Florida Panthers aus der National Hockey League (NHL).

## Geschichte
Im Jahr 1998 wurde die Halle nach zweijähriger Bauzeit fertiggestellt. Die Baukosten beliefen sich auf ungefähr 212 Mio. US-Dollar, welche fast ausschließlich mit öffentlichen Geldern bezahlt wurden. Die Namenssponsoren, wechselten im Lauf der Jahre schon zum vierten Mal den Besitzer. Zuletzt von September 2012 bis September 2021 dem US-amerikanischen Kreditinstitut und Investmentgesellschaft BB&T. Der Vertrag hatte eine Laufzeit von zehn Jahren, sodass man im September 2021 den Namen „FLA Live Arena“ wählte, bis ein neuer Sponsor gefunden ist. Am 19. September 2023 gaben die Florida Panthers bekannt, dass man einen Sponsoringvertrag mit der Amerant Bank geschlossen hat. Die Halle trägt den Namen „Amerant Bank Arena“.
Im September 2024 stimmte der Broward County 9:0 für eine Änderung und Verlängerung des Mietvertrags mit den Florida Panthers. Die Panthers bleiben bis 2033 in der Halle beheimatet. Darüber hinaus gibt es zwei Optionen für Verlängerungen über fünf Jahre bis 2043. Nach Abschluss der endgültigen Vereinbarung leisten die Panthers eine Vorauszahlung an den Broward County von 51,5 Mio. US-Dollar (rund 46,22 Mio. Euro), die für den Schuldendienst und die Erfordernisse der Arena verwendet werden sollen. Der County zahlt den Panthers jährlich 25 Mio. US-Dollar über die Tourismusentwicklungssteuer, die überwiegend von Besuchern des County gezahlt wird und für Investitionen, Reparaturen, Betrieb und Wartung der Arena verwendet wird. Mit dem Namenswechsel im September 2023 wurden eine Reihe von Verbesserungen an der Arena angekündigt, die mit dem 30. Jubiläum des Teams zusammenfielen. Diese Neuerungen betrafen u. a. neue Heizungs-, Lüftungs- und Klimageräte sowie ein neues Soundsystem.

## Nutzung
Die Arena bietet bei Eishockeyspielen 19.250 Plätze und bei Basketballspielen 20.737. Bei Konzerten und anderen Sportveranstaltungen finden je nach Bühnenausrichtung zwischen 15.000 und 22.500 Zuschauer in der FLA Live Arena Platz. Die Arena bietet zudem 70 Luxussuiten sowie 2.300 Logenplätze.
Aufgrund von 1.500 m² reiner Nutzungsfläche findet die Arena zudem eine weitere Verwendung als Austragungsort von Messen und Ausstellungen sowie anderen Veranstaltungen wie Zirkus- oder Eis-Shows.
In der Amerant Bank Arena finden zahlreiche Konzerte statt.
- U2, 2001 (Start der Elevation Tour)
- Guns N’ Roses, 24. Oktober 2006 (Start der Chinese Democracy Tour)
- Barbra Streisand, 30. Oktober 2006 (Schlagzeilen aufgrund der Tatsache, dass die Sängerin von einem Besucher während des Konzerts mit einem vollen Becher beworfen wurde)

Die Arena war am 11. Februar Austragungsort des ABA All-Star-Game 2006. 2023 wurde am 4. Februar in der Arena das NHL All-Star-Game ausgetragen.

## Galerie

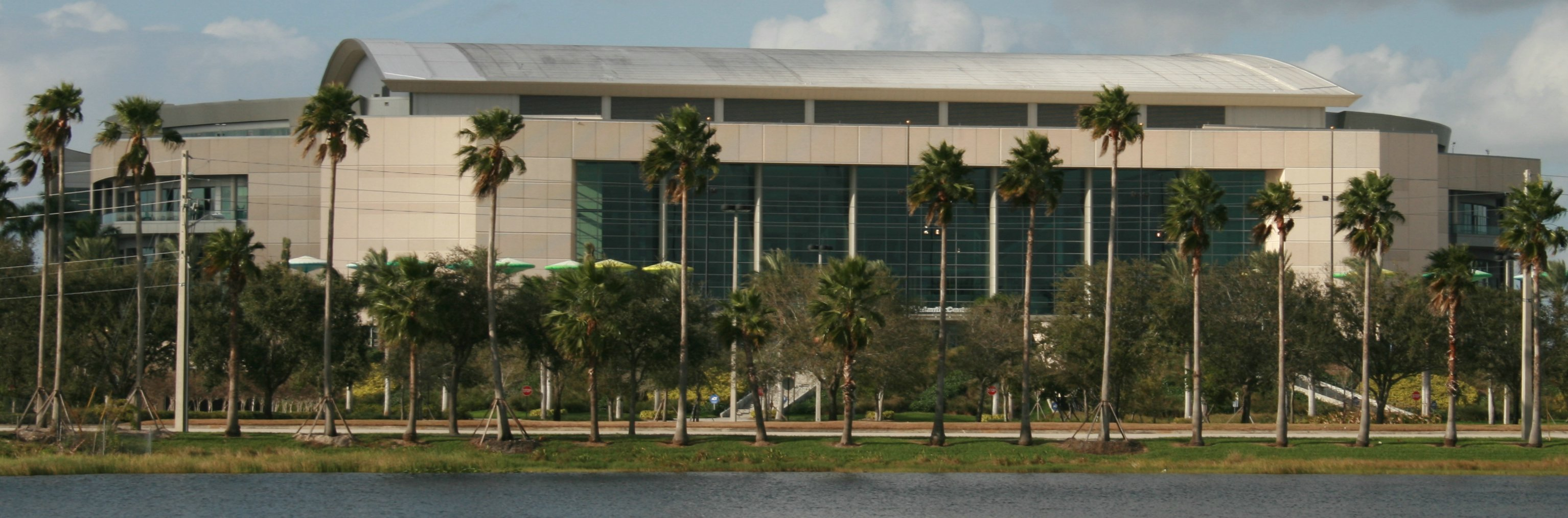
Seitenansicht
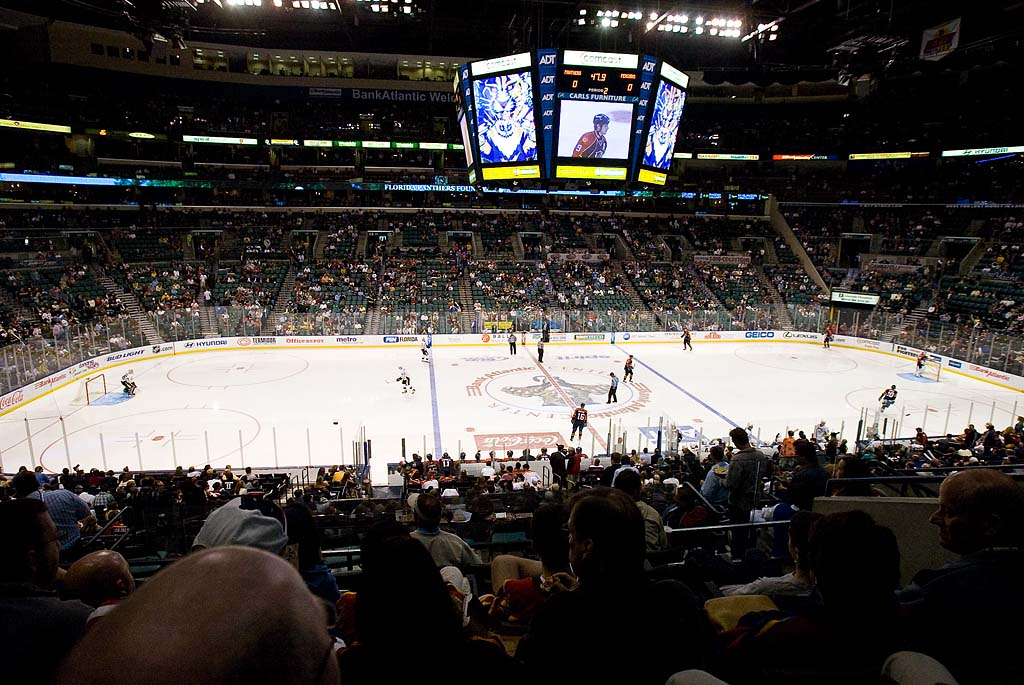
Innenansicht